# Natalie Cole
Natalie Maria Cole (Los Angeles, 6 febbraio 1950 – Los Angeles, 31 dicembre 2015) è stata una cantante statunitense, figlia del cantante Nat King Cole.
Tra i maggiori successi della cantante: This Will Be e Sophisticated Lady (She's a Different Lady) (entrambi hanno vinto il premio Grammy per la miglior interpretazione femminile R&B), Pink Cadillac e Miss You Like Crazy (entrati nella top 10 sia degli Stati Uniti che di Regno Unito), e Unforgettable (duetto, registrato virtualmente con il padre, proclamato "registrazione dell'anno" e "canzone dell'anno" ai Grammy Awards 1992).

## Carriera
Natalie Cole debutta nel 1975 con l'album Inseparable, il cui primo singolo estratto This Will Be arriva alla vetta della R&B Chart e vince il grammy award come "Miglior performance femminile R&B", interrompendo la sequenza di Aretha Franklin, che vinceva quel premio ininterrottamente dal 1968. Nello stesso anno vince anche il grammy come "Migliore nuova artista". Tuttavia la sua carriera ha una battuta d'arresto all'inizio degli anni ottanta, per via di alcuni seri problemi legati all'abuso di sostanze stupefacenti.
Ripresasi dai propri problemi, torna nel 1985 e il suo album Everlasting arriva in nona posizione in Nuova Zelanda, vende due milioni di copie e riceve numerosi riconoscimenti. La carriera di Natalie Cole prosegue con diversi album e singoli in classifica, ma è soprattutto nel 1991, grazie a Unforgettable, un duetto virtuale con il padre Nat, che Cole ottiene la notorietà internazionale. Unforgettable, tratta dall'album Unforgettable... with Love infatti vince numerosi Grammy fra cui "album dell'anno", "disco dell'anno", "miglior performance tradizionale pop".
Negli anni successivi ha pubblicato numerosi album, apparendo occasionalmente nelle classifiche pop (come nel 1997 con il singolo A Smile Like Yours). I suoi album hanno continuato ad avere ottimi risultati di vendite, e Cole è considerata una delle principali artiste rappresentanti il genere smooth jazz, trasmessa spesso nelle stazioni radio jazz. Il 9 settembre 2008 è stato pubblicato l'album Still Unforgettable, il cui primo singolo Walkin' My Baby Back Home è nuovamente un duetto virtuale con Nat King Cole.
Natalie Cole ha duettato in varie canzoni con Frank Sinatra, fra le quali I Get A Kick Out Of You, nello show del 1977 Sinatra & Friends, e in They Can't Take That Away from Me, nell'album Duets del 1993.

### Altre attività
Oltre alla carriera di cantante, Natalie Cole ha proseguito sin dagli anni ottanta un'attività sporadica di attrice, apparendo in ruoli minori nei telefilm Il tocco di un angelo, Law & Order e Grey's Anatomy.
È comparsa nel video del rapper Nas, Can't Forget About You, che utilizzava un campionamento di Unforgettable.
Nel 2000, Cole ha pubblicato un'autobiografia, Angel on My Shoulder, in cui racconta la propria lotta contro la droga, che ha segnato buona parte della sua vita.

## Vita privata
Natalie Cole è stata sposata tre volte. Il primo matrimonio è stato con Marvin Yancy (31 luglio 1976 - 1980), dal quale nel 1977 ha avuto il primo figlio Robert Adam Yancy (morto a 39 anni per infarto cardiaco). In seguito ha sposato il batterista del gruppo Rufus Andre Fischer (16 settembre 1989-1995), che sarà il coproduttore dell'album Unforgettable... With Love. Il terzo marito è stato Kenneth H. Dupree (12 ottobre 2001), da cui ha divorziato nel 2004.

### Malattia e morte
È morta il 31 dicembre 2015 all'età di 65 anni a seguito di un arresto cardiaco dovuto alle complicanze dell'epatite C, che le era stata diagnosticata nel 2008, e del trapianto renale a cui era stata sottoposta nel 2009.

## Discografia

### Album in studio
- 1975 - Inseparable
- 1976 - Natalie
- 1977 - Unpredictable
- 1977 - Thankful
- 1979 - I Love You So
- 1979 - We're the Best of Friends (con Peabo Bryson)
- 1980 - Don't Look Back
- 1981 - Happy Love
- 1983 - I'm Ready
- 1985 - Dangerous
- 1987 - Everlasting
- 1989 - Good to Be Back
- 1991 - Unforgettable... with Love
- 1993 - Take a Look
- 1994 - Holly & Ivy
- 1996 - Stardust
- 1997 - Snowfall on the Sahara
- 1999 - The Magic of Christmas (con London Symphony Orchestra)
- 2002 - Ask a Woman Who Knows
- 2006 - Leavin'
- 2008 - Still Unforgettable
- 2008 - Caroling, Caroling: Christmas with Natalie Cole
- 2013 - Natalie Cole en Español

### Live
- 1978 - Natalie...Live!
- 1996 - A Celebration of Christmas (con José Carreras e Plácido Domingo)
- 2010 - The Most Wonderful Time of the Year (con Mormon Tabernacle Choir)

### Raccolte
- 1982 - The Natalie Cole Collection
- 1992 - Twin Best Now
- 1993 - I've Got Love On My Mind
- 1997 - This Will Be: Natalie Cole's Everlasting Love
- 1998 - Super Best
- 2000 - Greatest Hits - Volume 1
- 2001 - Love Songs
- 2001 - The Best Of Natalie Cole
- 2003 - Anthology
- 2010 - Original Album Series